# Селенид тория
Селенид тория — бинарное неорганическое соединение
тория и селена
с формулой ThSe,
кристаллы.

## Получение
- Реакция чистых веществ в инертной атмосфере:

{\displaystyle {\mathsf {Th+Se\ {\xrightarrow {1880^{o}C}}\ ThSe}}}

## Физические свойства
Селенид тория образует кристаллы
кубической сингонии, пространственная группа F m3m, параметры ячейки a = 0,5872 нм, Z = 4,
структура типа хлорида натрия NaCl
.
Соединение имеет область гомогенности 48,7÷52,4 ат.% селена и
плавится с открытым максимумом при температуре 1880°C.